# Estádio Leônidas da Silva
Estádio Leônidas da Silva é um estádio de futebol situado no bairro de Bonsucesso, na cidade do Rio de Janeiro.

## História
Pertence ao Bonsucesso Futebol Clube e já teve capacidade para 13.000 pessoas. É também conhecido como Estádio Teixeira de Castro por situar-se na Avenida Teixeira de Castro, número 54. Localiza-se próximo à Praça de Bonsucesso e à Rua Cardoso de Moraes, uma das principais vias do bairro.
Na sua inauguração, reuniu em rodada dupla a vitória do Bonsucesso sobre o Madureira por 3 a 1 no primeiro jogo, e o empate por 5 a 5 entre Fluminense e Botafogo no Clássico Vovô.
Reformas estão sendo feitas para poder receber jogos do Bonsucesso pelo Campeonato Carioca da Série A em 2014. Cerca de 10 mil cadeiras vindas do Maracanã estão sendo colocadas no estádio.